# Ангел Поповчев
Ангел Поповчев Челик е български революционер, войвода на Вътрешната македоно-одринска революционна организация.

## Биография
Ангел Поповчев е роден в 1868 година във валовищкото село Спанчево (Горно или Долно Спанчево), тогава в Османската империя, днес България. Действа като хайдутин, след което влиза във ВМОРО. През 1896 година влиза в четата на Георги Шумлев, а по-късно в тази на Илия Кърчовалията. Участва в Илинденско-Преображенското въстание от лятото на 1903 година. През 1905 година вече води своя собствена чета от 20 души в Сярско и Мелнишко. Загива в сражение с турски аскер край Бельово.